# Varnæs Sogn
Varnæs Sogn (deutsch Warnitz) ist eine Gemeinde in der Region Syddanmark, Dänemark. Sie gehörte bis 1970 zur Harde Lundtoft Herred im damaligen Aabenraa-Sønderborg Amt, danach wurde das Kirchspiel um die Landgemeinde Bovrup erweitert und gehörte zur Lundtoft Kommune im damaligen Sønderjyllands Amt, die im Zuge der Kommunalreform zum 1. Januar 2007 in der „neuen“  Aabenraa Kommune in der Region Syddanmark aufgegangen ist.

## Gemeindegebiet
Die Gemeinde liegt am Ausgang der Apenrader Förde in den Kleinen Belt. Nachbargemeinden sind im Westen Felsted und im Osten auf dem Gebiet der Sønderborg Kommune die Gemeinde Ullerup. Im Gemeindegebiet lebten am 1. Januar 2023 noch 1214 Menschen, davon 432 in der Ortschaft Varnaes und 444 in Bovrup.

## Geschichte
Im Erdbuch von König Waldemar II. aus dem Jahre 1231 wird Varnæs als besonderes Königsgut im Sundewitt genannt.  Spätestens ab 1241 führte das Herzogtum Schleswig eine zusehends eigenständige Politik gegenüber dem Königreich Dänemark, blieb aber weiterhin ein dänisches Lehen. 1313 ging die Verwaltung der königlichen Güter im Herzogtum endgültig auf den Herzog über. Varnæs bildete einen eigenen Untergerichtsbezirk (Birk). Manche Forscher nehmen an, dass das Kirchdorf sogar auf dem Weg war, Stadtrechte oder zumindest den Status eines Flecken zu erreichen.
Seit dem 14. Jahrhundert gerieten weite Teile des Sundeved, zu dem Varnæs zählte, und der benachbarten Lundtoftharde in den Besitz von Adeligen. Einzelne Besitzungen fielen an kirchliche Einrichtungen. Varnæs war davon jedoch nicht betroffen und behielt seinen Sonderstatus. Das andere große Dorf im Kirchspiel – Bovrup – wurde hingegen unter zahlreichen Gutsherrschaften, dem Schleswiger Domkapitel und der Nikolaikirche in Flensburg aufgeteilt.
Trotz räumlicher Trennung wurde Varnæs dem Amt Aabenraa angeschlossen und kam mit diesem im Zuge der Landesteilungen ab 1544 an die Herzöge von Gottorf. 1713 und formell 1721 gelang es König Friedrich IV., den Gottorfer Anteil am Herzogtum Schleswig unter seine Herrschaft zu bringen. Der größte Teil des Varnæs benachbarten Sundeved gehörte jedoch noch zum abgeteilten Herzogtum Glücksburg und wurde erst 1779 wieder königlich.
Das Birk Varnæs wurde ab 1777 schrittweise auf das ganze Kirchspiel Varnæs ausgedehnt, indem auch Bovrup mit einbezogen wurde. Den Anfang machten 1777 die früheren Besitzungen des Domkapitels. 1811 folgten die Besitzungen des Gutes Blansgaard, 1852 die Eigentümer des Herzogs von Augustenborg und 1853 schließlich die Höfe und Häuser unter den übrigen adeligen Gütern und der Flensburger Nikolaikirche.
Der Birkvogt und die Bauern des Birks Varnæs achteten sorgfältig auf die Bewahrung ihrer Eigenständigkeit gegenüber den Nachbarbezirken, obwohl das Birk als eigener Gerichts- und Verwaltungsbezirk zu klein war. Die beiden Hauptdörfer arbeiteten jedoch nicht in allen Belangen zusammen und bildeten unter anderem eigene Armen- und Schuldistrikte.
1867 wurde das Herzogtum Schleswig preußisch. Bei der Gerichtsreform von 1867 wurde Warnitz dem neuen Amtsgericht in Apenrade unterstellt, und seit 1869 bildeten Warnitz und Baurup zwei Landgemeinden im neu gestalteten Kreis Apenrade. Sie galten nach wie vor als recht wohlhabend und profitierten nach dem Bau der Apenrader Kreisbahn vom wirtschaftlichen Aufschwung. In Warnitz sind bis heute Bauten aus dieser Zeit erhalten, die mehr städtischen als ländlichen Charakter haben und vom Optimismus dieser Zeit künden.
In der Frage der nationalen Gesinnung war die Bevölkerung überwiegend dänisch eingestellt. Das zeigte sich auch bei der Volksabstimmung über die Staatszugehörigkeit 1920, als es in Varnæs eine deutliche dänische Mehrheit gab. Fortan gehörte die Gemeinde zum nun dänischen Aabenraa Amt. Während fast alle dänischen Kommunen entweder Städte oder Kirchspielsgemeinden waren, bildeten Varnæs und Bovrup auch weiterhin eigenständige Verwaltungseinheiten in Nordschleswig. Es folgte sonst nur das Landkirchspiel Nordborg mit den Gemeinden Holm und Pöhl diesem Konzept.
Parallel zum Aufstieg des Nationalsozialismus in Deutschland bildete sich die Dänische Nationalsozialistische Arbeiterpartei (DNSAP). Sie hatte ihre Hochburg auf dem Sundewitt und besonders im Kirchspiel Varnæs. Dies lag wohl daran, dass der Parteiführer Frits Clausen aus Apenrade stammte und in Bovrup lebte. Allerdings kam die Partei landesweit auch während der deutschen Besatzung Dänemarks nur zu einem bescheidenen Erfolg. Neben der DNSAP existierte ab 1935 auch eine NSDAP-Nordschleswig, die aus der gleichgeschalteten Partei der deutschen Minderheit gebildet worden war.
Die Verwaltungsreform 1970 brachte das Ende der eigenständigen Verwaltung von Varnæs und Bovrup. Das Kirchspiel wurde fortan ein Teil der neuen Kommune Lundtoft, zu der außerdem das benachbarte Kirchspiel Felsted und das räumlich weitgehend von diesem getrennte Kirchspiel Kliplev gehören. Seit 2007 ist die Kommune Teil einer neuen Großkommune mit Zentrum in Apenrade.

## Wirtschaft und Verkehr
Die Gemeinde ist landwirtschaftlich und teilweise touristisch orientiert. Eine Bäckerei, die dänemarkweit für ihre Fettkuchen bekannt war, wurde 2005 aufgegeben. Im Süden der Gemeinde verläuft nahe Baurup die Hauptverkehrsstraße zwischen Aabenraa und Sønderborg. Die Strecken der Aabenraa Amts Jernbaner mit Stationen in Varnæs und Bovrup wurde bereits 1926 stillgelegt. Der nächste Bahnhof ist heute Gråsten. Zweistündlich gibt es mit Sydtrafik Busverbindungen nach Aabenraa und Sønderborg.

## Sehenswürdigkeiten
Die Steilküste an der Warnitzer Bucht zählt zu den schönsten in Nordschleswig. Der Strand ist weitgehend zum Baden geeignet.
Varnæs Kirke, die geschichtsträchtige Kirche von Warnitz, wurde bald nach 1150 erbaut.

## Söhne und Töchter der Gemeinde
- Jens Möller, Tierarzt und NS-Funktionär (1894–1951)
- Gynther Hansen, dänischer Schriftsteller (1930–2014)